# Sterculia campaniflora
Sterculia campaniflora är en malvaväxtart som beskrevs av Ridley. Sterculia campaniflora ingår i släktet Sterculia och familjen malvaväxter. Inga underarter finns listade i Catalogue of Life.